# Haplochernes boncicus
Haplochernes boncicus es una especie de arácnido  del orden Pseudoscorpionida de la familia Chernetidae. Tiene dos subespecies: Haplochernes boncicus boncicus y Haplochernes boncicus hagai.

## Distribución geográfica
Se encuentra en Japón.